# 勇者鬥惡龍 節奏劇場
《勇者斗恶龙 节奏剧场》（日語：シアトリズム ドラゴンクエスト）是indieszero开发的任天堂3DS平台节奏游戏，由史克威尔艾尼克斯于2015年在日本发行。该作是「勇者斗恶龙系列」首款节奏游戏，也是继《最终幻想 节奏剧场》和《最终幻想 节奏剧场 谢幕》之后的第三款「节奏剧场」游戏。除配合音乐节奏击打音符这一节奏游戏根本玩法外，该作还融入了角色扮演元素，即玩家挑选四名角色编组小队。
《勇者斗恶龙 节奏剧场》本体收录60余首乐曲。曲目改编自前10款本传游戏的配乐，由系列作曲者椙山浩一监修。游戏发行后，厂商又多次推出免费下载曲目。媒体认为游戏遵循了《最终幻想 节奏剧场》前作的公式。评测人称赞游戏的机制、美术风格及「勇者斗恶龙系列」元素，但不满游戏本体未收录原版音乐且曲目数量少。游戏售出12万套。

## 玩法

图为战斗音乐关卡（BMS），音符沿四条轨道纵向下落，背景为「勇者斗恶龙系列」风格的第一人称视角战斗画面

《勇者斗恶龙 节奏剧场》和前作《最终幻想 节奏剧场》同为节奏游戏。玩家配合音乐节奏，抓准时机击打流入判定圈的音符。音符分为不同种类，如需要点击一次的单击音符、按照箭头方向滑动的滑动音符、需要持续按压的长按音符。任天堂3DS的上屏幕显示乐曲谱面，玩家可通过按键或触控式下屏幕游玩，也可以混合使用两者操作。
依游玩方式，曲目分为战斗音乐关卡（BMS）、场景音乐关卡（FMS）、事件音乐关卡（EMS）三类。BMS对应紧张的战斗曲，谱面背景为「勇者斗恶龙系列」风格的第一人称视角战斗画面。和《最终幻想 节奏剧场》BMS的横向音符轨道不同，本作BMS的音符从屏幕顶部向底部纵向流动。FMS主要为舒缓的地图音乐，背景和《最终幻想 节奏剧场》相同，展现小队在场景中冒险前行的场面。EMS背景和前作的Q版动画不同，改为游戏录屏剪辑。各曲目均有三种难度。除了常规游玩风格外，本作还引入了简单模式，将滑动音符替换单击音符。
《勇者斗恶龙 节奏剧场》亦融入了角色扮演要素。游戏收录了数十位「勇者斗恶龙系列」的角色，他们角色有各自的经验值、能力值、职业、特技等属性。玩家游玩歌曲前要编组四人小队。游戏中角色会自动与敌人战斗（BMS）或前行（FMS），而玩家演奏准确度会影响角色的战斗表现和前行速度。游戏后，角色会获得经验值，继而升级並提升强度。游戏设有解锁歌曲的「挑战模式」；为完成击败头目等挑战任务，玩家需培养角色、调整队员搭配。本作亦设有「勇者斗恶龙系列」常见的「达玛神殿」，供玩家转变角色职业。
「勇者斗恶龙系列」另一常见要素「双六场」亦在本作登场。双六是日本桌上游戏，玩法类似蛇梯棋，玩家通过掷骰子向棋盘终点前进。双六场中会出现各类事件，例如游玩BMS歌曲赢得奖励。玩家通过棋盘后可以获得宝珠，累积一定宝珠后可以解锁角色。玩家还可通过瞬間交錯通訊与附近的任天堂3DS玩家通信，收集石板碎片解锁双六棋盘。

## 开发与发行

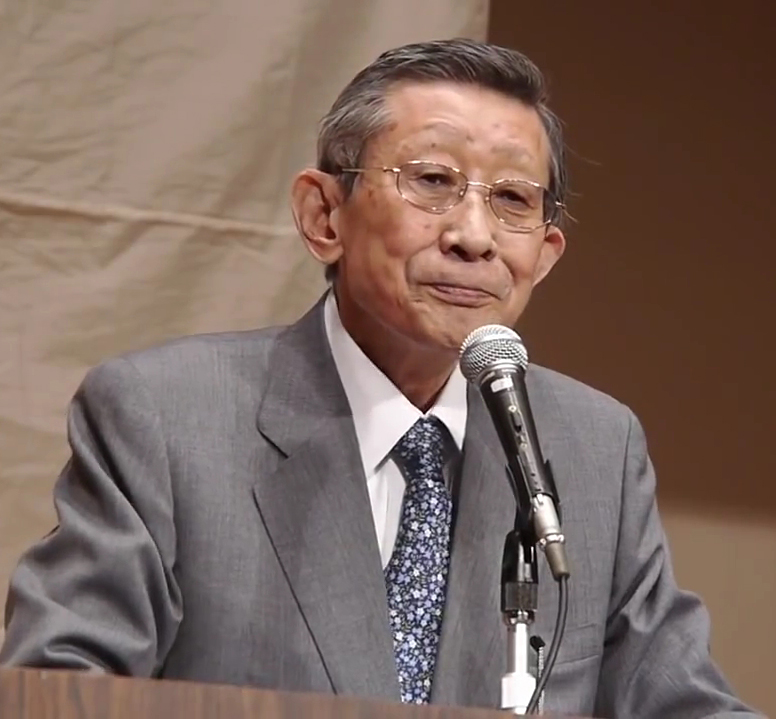
「勇者斗恶龙系列」作曲人椙山浩一，本作中担任配乐改编监修

「勇者斗恶龙系列」是由史克威尔艾尼克斯出品，以角色扮演游戏为主导的作品系列，《勇者斗恶龙 节奏剧场》是该系列首款节奏游戏。本作由indieszero开发，是继《最终幻想 节奏剧场》（2012年）和《最终幻想 节奏剧场 谢幕》（2014年）之后的第三款「节奏剧场」游戏。游戏总监、indieszero董事长铃井匡伸喜爱「勇者斗恶龙系列」游戏与音乐，自迈入游戏业就一直期望能开发相关游戏。
《勇者斗恶龙 节奏剧场》本体收录60余首曲目，这些乐曲选自「勇者斗恶龙系列」前10款本传，每款游戏各收录6首左右。乐曲为原版音乐的交响乐改编版，由系列作曲人椙山浩一监修。厂商还在任天堂eShop上发布免费追加下载内容（DLC），推出了红白机原版乐曲。制作人间一朗在售前采访中称，开发者将会应玩家意见发布追加下载歌曲。
史克威尔艾尼克斯在2014年12月的Jump Festa 2015展会上公开《勇者斗恶龙 节奏剧场》，并出展了游戏演示。2015年3月11日，收录两首歌曲的免费体验版发布。发行方于3月20日至4月30日举办了宣传活动「Intro Quiz Battle」。玩家使用手机访问活动，根据「勇者斗恶龙系列」音乐前奏选择出处，通过测验者可申请抽奖。
游戏于2015年3月26日在日本发行，首波DLC内容亦于同日发行。4月至5月间又有三波DLC推出。第五波暨最后一波DLC于6月面世。除DLC曲目外，玩家还可下载几首红白机音源版EMS曲。部分曲目起初于4月至5月上架，需在7-Eleven或茑屋门店連接的Wi-Fi热点下载，这些曲目7月再次上架，可用任意网络下载。
早期购买者可下载任天堂3DS主题「勇者斗恶龙 音乐队」和「勇者斗恶龙 热闹的城镇」（ドラゴンクエスト 街のにぎわい）。游戏還有主題橡膠吊飾，內容為「勇者斗恶龙系列」Q版角色。

## 反响
| 媒体                  | 得分  |
| --------------------- | ----- |
| Fami通                | 35/40 |
| 游戏机实用技术        | 25/30 |
| Nintendo World Report | 7/10  |
| GameRevolution        | 6/10  |

评论认为《勇者斗恶龙 节奏剧场》沿用了《最终幻想 节奏剧场》的公式，但也融入了「勇者斗恶龙系列」的独特元素，如角色转职、BMS的第一人称视角战斗风格。媒体认为游戏曲目分三档难度、可自由选择触控或案件操作、设有面向新手的简单模式，适合各类玩家，并称赞了挑战模式和双六场模式。「Nintendo World Report」则对多人模式缺席表示失望。评论还不满枯燥乏味的解锁过程，称前作《谢幕》中通过4首歌曲即可自由游玩，而本作这一数字为10。
评论认为曲库引人怀旧但体量不足。「Destructoid」的Joel Peterson称赞椙山浩一的音乐「如此美妙、永不过时、令人难忘」，有日本版主机得以游玩是一大幸事。媒体还批评游戏本体只收录改编版曲目，没有8位元/16位元音乐的怀旧效果。「Inside」的永芳英敬认为改编曲目音色固然悅耳，但有違原曲的氛围却令他難以接受。
评论认为游戏画面流畅、富有色彩，并青睐可爱的Q版角色。《Fami通》某编辑认为像素风格的原版动画很有怀旧感，而Q版风格多少有些出戏。「Nintendo World Report」批评《谢幕》中立体功能缺席本作。
據Media Create統計，《勇者斗恶龙 节奏剧场》首周销量为7.6万份，為当周最暢銷3DS游戏。按《Fami通》資料，遊戲2015年售出12.4万套。